# Chicago Air
Chicago Air war eine regionale, US-amerikanische Fluggesellschaft mit Sitz in Chicago im US-Bundesstaat Illinois.

## Geschichte
Die Fluggesellschaft betrieb Strecken zwischen Chicago und den Städten Madison, Green Bay, La Crosse, Eau Claire und Wausau in Wisconsin, Traverse City in Michigan sowie Peoria, Springfield und den Quad Cities in Illinois. Dafür setzte sie sechs Turbopropmaschinen vom Typ Fokker F-27 ein. Das Rufzeichen der Gesellschaft Wild Onion leitete sich von der Bezeichnung der Chippewa für Chicago ab. Alle Maschinen wurden von Midstate Airlines aus Stevens Point in Wisconsin geleast, die auch die Wartung der Flugzeuge in ihrem Werk auf dem Central Wisconsin Airport übernahm.
In den vorangegangenen zwei Jahren hatte Chicago Air eng mit Saab zusammengearbeitet, um zunächst zehn Turbopropmaschinen des Typs Saab SF-340 zu erwerben, deren Auslieferung im Jahr 1987 hätte beginnen sollen und mit denen die Gesellschaft Des Moines, Cedar Rapids und Waterloo in Iowa, South Bend, Fort Wayne, Lafayette und Evansville in Indiana sowie Kalamazoo und Grand Rapids in Michigan bedienen wollte. Des Weiteren hielt Chicago Air eine Option auf sechzehn weitere SF-340-Maschinen, mit denen der Betrieb auf weitere Märkte in Ohio, Missouri und Minnesota ausgedehnt werden sollte.
Die Einführung nicht erstattungsfähiger Tickets durch praktisch alle konkurrierenden Fluggesellschaften und der stark erhöhte Wettbewerb im Sommer des Jahres 1986 beendeten jedoch die Pläne von Chicago Air schnell. Im November 1986 stellte die Gesellschaft den Betrieb ein, nachdem Midstate Airliners sowohl die Leasingverträge als auch die Wartungsverträge mit Chicago Air aufkündigte.
Geleitet wurde die Gesellschaft vom ehemaligen Vorsitzenden von Continental Express und New York Air Neal F. Meehan und dem ehemaligen Manager von Continental Airlines, Booz Allen Hamilton und New York Air J. Scott Christian. Meehan und Christian hielten zusammen 50 Prozent der stimmberechtigten Anteile. Die restlichen Anteile waren zum größten Teil im Besitz einer kleinen Gruppe von Chicagoer Investoren.